# SZD-22 Mucha Standard
SZD-22 Mucha Standard byl polský jednomístný kluzák vycházející z typu SZD-12 Mucha 100.

## Vznik a vývoj
SZD-22 vznikl na základě potřeby vylepšení kluzáku SZD-12 Mucha. Nový projekt vypracoval ing. Władysław Nowakowski a vlastní konstrukci propracoval tým pod vedením Rudolfa Grzywacza. První prototyp (imatrikulace SP-1748, od roku 1959 SP-1759) zalétal Adam Zientek na letišti v Alexandrovicích 10. února 1958. Druhý prototyp (SP-1749) provedl svůj premiérový let 6. června 1958. Oba kluzáky se ihned zúčastnily VII. mistrovství světa v plachtění v Lešně. Zde byl Mezinárodní vědecko-technickou organizací pro plachtění (OSTIV) oceněn stříbrnou medailí v soutěži o nejlepší kluzák ve třídě Standard.
Následující verze SZD-22A vyrobená v osmikusové sérii v Bielsku-Białej byla proti prototypům mírně upravena, např. přestavbou kabiny, aerodynamických brzd a stálou instalací dýchače KP-14. První sériový exemplář (SP-2102) zalétal Stanisław Skrzydlewski 2. října 1959.
Další úpravy kokpitu a zabudování kyslíkové instalace KP-18 daly vzniknout variantě SZD-22B, která byla ve čtyřicetikusové sérii produkována v Závodech výstroje sportovního letectví (ZSLS) v Krosně. V únoru 1960 zde Adam Zientek zalétal první exemplář (SP-2107).
V ZSLS produkce pokračovala dvěma stokusovými sériemi verze SZD-22C, z nichž 86 bylo exportováno. „Céčko“ mělo proti předešlým verzím štíhlejší křídlo (17,5 místo 15), nové brzdicí klapky Schempp-Hirth a nádrže na vodní přítěž o objemu 28 l, kterou však nešlo za letu vypouštět. Kryt kabiny se odklápěl vzhůru a byl zajištěn proti vyvrácení. Ke standardnímu vybavení již patřil variometr celkové energie (Tevar) od -5 do +5 m/s. Kluzák byl vybaven předním závěsem pro aerovlek, boční závěsy pro navijákový start a pod trupem hák pro start gumovým lanem. Konstrukce draku byla celodřevěná, pouze přechod mezi křídlem, VOP a trupem byly z laminátu.
Pouze v prototypech vznikly verze SZD-22D a SZD-22E, jehož křídlo v kombinaci s kovovým trupem prototypu SZD-16 Gil dalo vzniknout kluzáku SZD-25 Lis.

## Specifikace (SZD-22C)

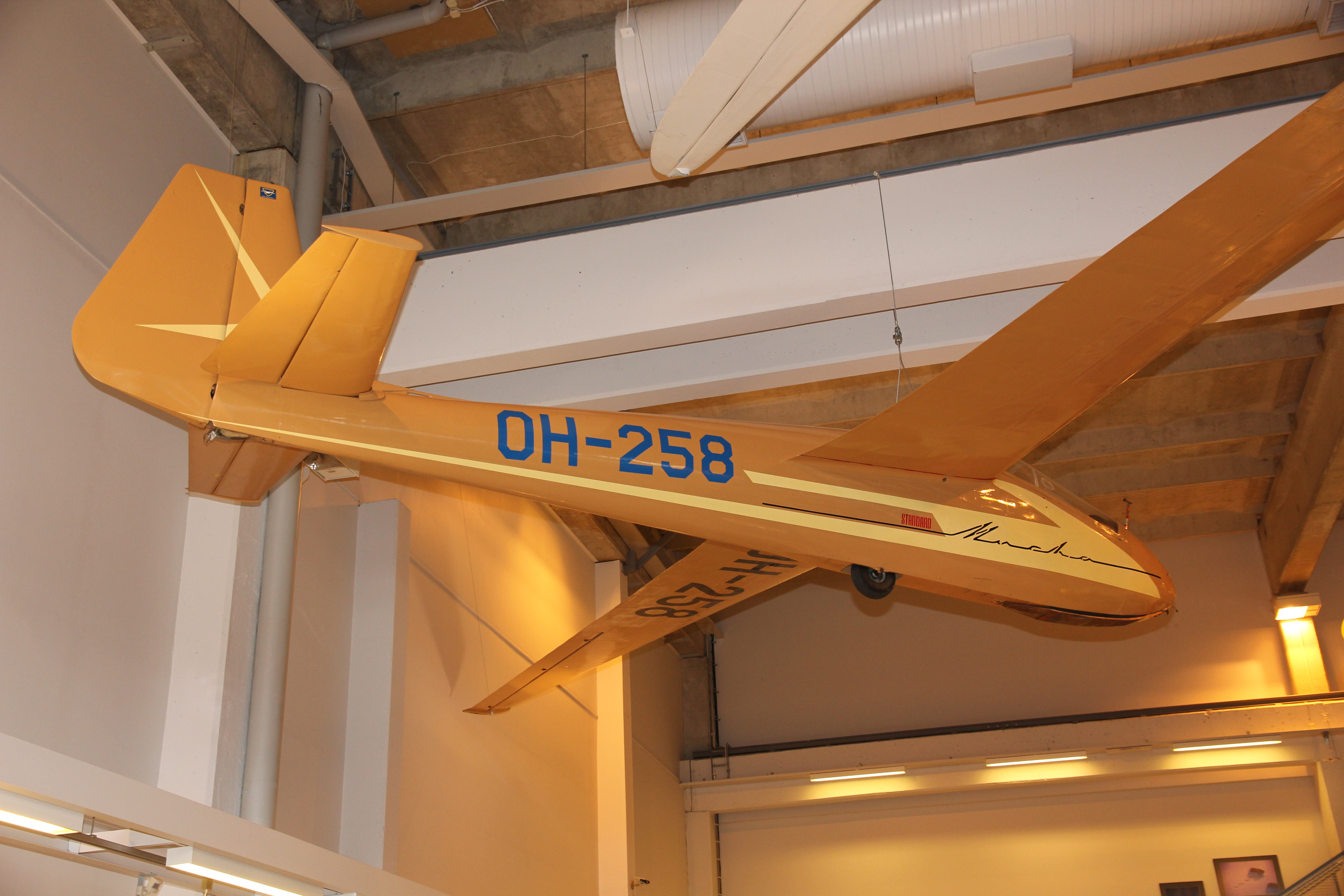
SZD-22 Mucha Standard (OH-258)

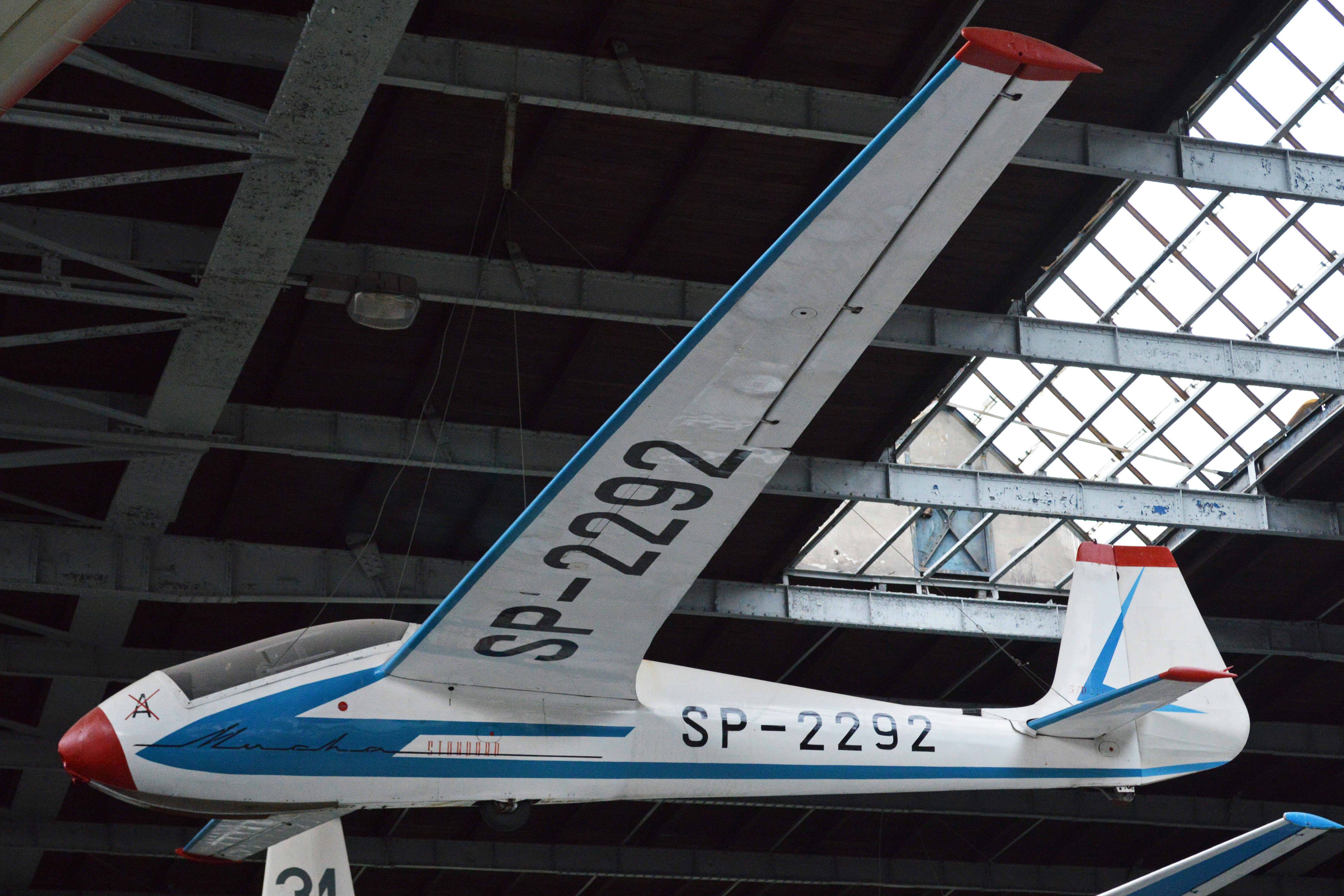
SZD-22 Mucha Standard (SP-2292)

Údaje podle

### Technické údaje
- Osádka:
- Rozpětí: 14,98 m
- Délka: 7,00 m
- Výška: 1,60 m
- Nosná plocha: 12,75 m²
- Štíhlost: 17,60
- Hmotnost: 236 kg
- Celková hmotnost: 326 kg
- Zatížení na jednotku plochy: 25 kg/m²
- Klouzavost při 75 km/h: 27,8

### Výkony
- Minimální klesání při 71 km/h: 0,73 m/s
- Klesavost při 100 km/h: 1,25 m/s
- Klesavost při 140 km/h: 2,8 m/s
- Minimální rychlost: 59 km/h
- Nejvyšší povolená rychlost: 250 km/h